# Wilsons Peak
Wilsons Peak är en bergstopp i Australien. Den ligger i regionen Southern Downs och delstaten Queensland, omkring 100 kilometer sydväst om delstatshuvudstaden Brisbane. Toppen på Wilsons Peak är 1 230 meter över havet, eller 455 meter över den omgivande terrängen. Bredden vid basen är 3,3 km.
Trakten runt Wilsons Peak är nära nog obefolkad, med mindre än två invånare per kvadratkilometer.. 
I omgivningarna runt Wilsons Peak växer i huvudsak städsegrön lövskog. Genomsnittlig årsnederbörd är 1 402 millimeter. Den regnigaste månaden är januari, med i genomsnitt 269 mm nederbörd, och den torraste är september, med 37 mm nederbörd.